# Declan McKenna
Pour les articles homonymes, voir McKenna.
Declan Benedict McKenna, né le 24 décembre 1998 à Enfield, est un auteur-compositeur-interprète et musicien britannique.

## Biographie
Declan McKenna est le benjamin d'une fratrie de six enfants. Il grandit dans la petite ville de Cheshunt. Son père et son grand-frère jouant de la guitare, il les suit par mimétisme. Il commence à composer à 14 ans avec le titre Brazil, une chanson dénonçant la corruption de la FIFA, présentée au festival de Glastonbury, qu'il remporte. Repéré par l'industrie musicale, il quitte l'école à l'âge de 17 ans pour continuer sa carrière,.

## Discographie

### Singles
- Brazil (2015)
- Paracetamol (2015)
- Bethlehem (2016)
- Isombard (2016)
- The Kids Don't Wanna Come Home (2016)
- Humongous (2017)
- Why Do You Feel So Down? (2017)
- Projectdon'tdie (2017) (Avec Osquello)
- Make Me Your Queen (2018)
- Listen To Your Friends (2018)
- In Blue (2019)
- British Bombs (2019)
- Beautiful Faces (2020)
- The Key to Life on Earth (2020)
- Daniel, You're Still a Child (2020)
- Be an Astronaut (2020)
- Rapture (2020)
- My House (2021)
- Sympathy (2023)
- Nothing Works (2023)
- Elevator Hum (2023)
- Slipping Through My Fingers (2023) (Reprise D'ABBA)
- Mulholland's Dinner And Wine (2024)
- Late To The Party (2024) (Avec Orla Gartland)
- Champagne (2024)
- That's Life (2024)
- It Might Never End (2025) (Avec Adèle Castillon)